# جاودانگی (رمان)
جاودانگی (چکی: Nesmrtelnost) رمانی از میلان کوندرا رمان‌نویس چک - فرانسوی است. این رمان در سال ۱۹۸۸ به زبان چکی نوشته شد. در سال ۱۹۹۰ برای نخستین بار و به زبان فرانسوی منتشر شد.

## چکیده داستان
شخصیت اصلی داستان زنی است به نام اگنس که از مشاهده حرکت اتفاقی زنی مسن در ذهن نویسنده‌ای به نام میلان کوندرا پدید می‌آید. از کانال چنین شخصیتی کوندرا به مفهوم جاودانگی می‌پردازد.